# 주한 캐나다 대사관
주한 캐나다 대사관(영어: Embassy of Canada to Korea, 프랑스어: Ambassade du Canada en Corée)은 대한민국 서울특별시 중구 정동 16-1에 위치하고 있는 캐나다 대사관이다. 현직 주한 캐나다 대사는 마크 플레처이다.

## 역사
캐나다는 6.25 전쟁 참전국으로, 1963년 1월 14일 대한민국과 단독으로 외교관계를 맺었으며, 1964년 11월 주한 캐나다 대사관을 겸임 대사관으로 개설하고 1974년 상주 대사관을 설치하였다. 대한민국은 1964년 주캐나다 대한민국 대사관을 개설하여 1965년 8월 상주 대사관을 설치하였다.
1981년 9월 캐나다 총리 피에르 엘리엇 트뤼도, 1998년 7월 외무장관 로이드 액스워시, 2000년 1월 천연자원 부장관 랠프 굿데일 등이 방한하였으며, 1982년 8월 전두환 대통령, 1991년 7월 노태우 대통령, 1995년 10월 김영삼 대통령, 1999년 7월 김대중 대통령이 캐나다를 방문하였다.
양국은 무역협정 (1965년), 기술협력협정 (1976년), 원자력개발 응용에 관한 협정 (1976년), 이중과세방지협정 (1978년), 섬유류 교역 협정 (1979년), 사증면제협정 (1994년) 등을 체결, 양국간 교역이 활발하며 1997년 현재 대한수출 2억 6040만 달러, 대한수입 15억 1400만 달러이다. 주요 수출품은 석탄, 광물, 펄프 등이고, 수입품은 의류, 기계류, 전자제품, 자동차 등이다.

## 주요 업무
주요 업무는 정치적, 경제적, 사회적, 문화적 협력, 외교, 경제 정보 수집, 수출, 통상 진흥, 외교 정책 홍보, 문화, 학술, 체육 교류 협력, 대한민국 거주 캐나다 국민의 보호, 육성, 국적, 호적, 여권 업무 및 캐나다 여행객에 대한 사증 발급 등이다.

## 같이 보기
- 대한민국-캐나다 관계
- 주캐나다 대한민국 대사관
- 캐나다의 재외공관 목록
- 대한민국 주재 외국공관 목록